# Pseudosauris
Pseudosauris är ett släkte av fjärilar. Pseudosauris ingår i familjen mätare.
Kladogram enligt Catalogue of Life:
| Pseudosauris | \| \| Pseudosauris brunneoviridis \| \| \| \| \| \| Pseudosauris minnipenna \| \| \| \| \| \| Pseudosauris miranda \| \| \| \| \| \| Pseudosauris postfulvata \| \| \| \| |
|              | \| \| Pseudosauris brunneoviridis \| \| \| \| \| \| Pseudosauris minnipenna \| \| \| \| \| \| Pseudosauris miranda \| \| \| \| \| \| Pseudosauris postfulvata \| \| \| \| |
|              | Pseudosauris brunneoviridis |
|              | |
|              | Pseudosauris minnipenna |
|              | |
|              | Pseudosauris miranda |
|              | |
|              | Pseudosauris postfulvata |
|              | |